# Josef Mádl
Josef Mádl (* 23. února 1960 Praha), známý také jako Kódó Madl či Jikan Kódó, je český religionista, filozof, mystik, spisovatel, výtvarný a dramatický umělec, pedagog, Zenový mnich a učitel meditace, divadelní a filmový herec, hudebník a koordinátor kaskadérů, expert bojových umění, autor Law Enforcement a Fighting systémů.

## Život
Po dokončení učiliště a střední obchodní školy v budově Marathonu v Černé ulici v Praze, začal pracovat v krajském podnikovém ředitelství Potravinářského obchodu v Dlážděné ulici. Od dětství se zároveň nepřetržitě věnoval studiu tradičních bojových umění, sportovního střelectví, filozofie, mystiky a výtvarného a dramatického umění. Studoval také hru na violoncello u prof. Horké, ale studia musel po úmrtí otce zanechat.
Po listopadových událostech roku '89 opustil všechna svá „kariérní“ zaměstnání a začal se věnovat prohlubování svých dovedností a studiu bojových technik a souvisejících aktivit.
Bojová umění studoval u všestranného odborníka Vladimíra Lorenze (držitel 9. Dan Judo) žáka japonského učitele, Junyu Kytayami. Jiu Jitsu pak u Královéhradeckého specialisty Stanislava Čerešarova (držitel 8. Dan), rovněž Kitayamova žáka. Techniky meče zdokonaloval pod vedením japonských i mezinárodních mistrů, kterými jsou například Mistr Esaka, Kawakura nebo Diamanstein.
Vědomosti a inspiraci sbíral také v oblasti hermetických věd a léčitelství – stýkal se s Vladislavem Zadrobílkem a léčiteli, se kterými si vyměňoval zkušenosti ze studia asijských alternativních cest léčení, jako jsou Seitai, Kuatsu, Shiatsu, akupresura, BamHuyet nebo jiné formy rozvíjející energie „KI“.

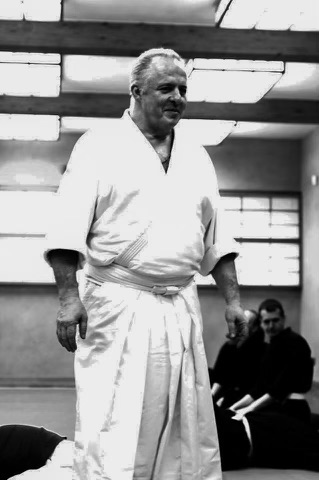
Josef Mádl při cvičení v dódžo

Své přípravy na svěcení na Zen-buddhistického mnicha završil v roce 1999 složením mnišských slibů Kosenu Nishiyamovi, opatu kláštera Daimanji v japonském Sendai.
Ve stejné době zároveň vedl výcvik Skymarshallů pro ČSA a pracoval jako aktivní osobní strážce na volné noze pro soukromou klientelu, aby udržel v chodu svou školu meditace a bojových umění „Nagomi“ v dódžó ve Starých Stodůlkách.
V roce 2008 započal v pražských Stodůlkách stavbu projektu centra Avaloka se Zen chrámem Senshinji, který více než 10 let sloužil k učení mnoha umění a řemesel – mj. Zen, meditace, cvičení Aikidó, Iaidó a Kempó, cesty tradice čaje, kaligrafie a dalších. Tuto etapu ukončila epidemie viru COVID–19, která veškeré aktivity v místě utlumila. Kódó přesunul větší část svého učení do Jihočeského soukromého dódžó a kláštera Senshinji v okolí Kamenice nad Lipou, kde dál vyučuje individuální žáky a rozvíjí svou literární, hudební a výtvarnou činnost.

## Tvorba

### Výtvarné umění
- Kreslený soubor „Hrůzy války“ (zabaveno a zničeno StB v 80. letech, při vyrabování bytu jeho tehdejší přítelkyně, která emigrovala)
- Soubor 24 kaligrafií „buddhistických rčení“ (pro soukromou sbírku zahraničních hoteliérů)
- Kaligrafie pro dům Maitrea
- Soubor taoistických amuletů (soukromá sbírka)

### Literární tvorba:[9]
- Bodyguard, novodobý samuraj (2000)[10]
- Živé ostří (2003), mystická kniha vzpomínek a autobiografických příběhů[11]
- Přirozené nadpřirozeno

Je také autorem nebo spoluautorem řady odborných článků a vyhledávaným respondentem tematických interview.

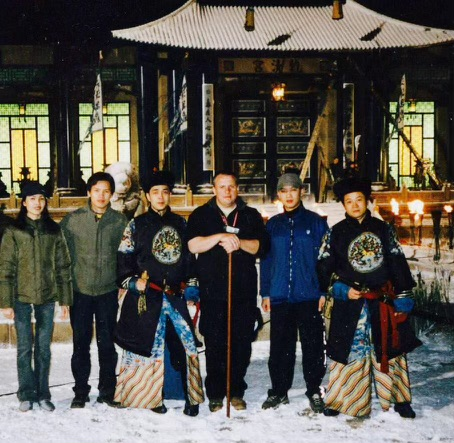
Josef Mádl při natáčení filmu Tenkrát na východě (třetí zprava)

### Filmy:
- Mravenci nesou smrt (kaskadér | kompars)
- Panenka s porcelánovou hlavičkou (choreograf | odborný poradce)
- Shanghai Knights / Tenkrát na východě (koordinátor kaskadérů a kompars Crew Le Ho Ban)
- Královský slib (herec | soundtrack zpěv)[12]

### Divadlo:
- Dejvické divadlo – Pásmo Kyógenů japonského divadla (herec | zpěv | produkce)

### Pedagogická činnost:
- učení bojových umění a výchova mládeže (1986–dodnes)
- pedagog (Gymnáziu Pod Vyšehradem | 1993–1997)